# Zemský okres Erding
Zemský okres Erding (německy Landkreis Erding) je zemský okres v německé spolkové zemi Bavorsko, ve vládním obvodu Horní Bavorsko. Sídlem správy zemského okresu je město Erding. Má přibližně 89 tisíc obyvatel. 

## Města a obce
Města:
1. Dorfen
2. Erding

Obce:
1. Berglern
2. Bockhorn
3. Buch am Buchrain
4. Eitting
5. Finsing
6. Forstern
7. Fraunberg
8. Hohenpolding
9. Inning am Holz
10. Isen
11. Kirchberg
12. Langenpreising
13. Lengdorf
14. Moosinning
15. Neuching
16. Oberding
17. Ottenhofen
18. Pastetten
19. Sankt Wolfgang
20. Steinkirchen
21. Taufkirchen (Vils)
22. Walpertskirchen
23. Wartenberg
24. Wörth